# Eugenio La Rocca
Pour les articles homonymes, voir Rocca.
Ne doit pas être confondu avec La Rocca.
Eugenio La Rocca, né le 1946 à Nola, est un archéologue italien, spécialiste d'archéologie classique gréco-romaine.

## Biographie
Eugenio La Rocca a obtenu en 1968 son diplôme  à l'Université de Naples en 1968, côtoyant à cette époque Achille Adriani (it). Il a poursuivi ses études en archéologie à Rome et à Athènes.
Il devient fonctionnaire en 1972 à la Surintendance des Antiquités et des Beaux-Arts de la ville de Rome depuis 1972 puis directeur des Musées du Capitole entre 1981 et 1986. Il sera surintendant de 1993 à 2008.
Professeur d'archéologie grecque à l'Université de Sienne (1986-1987) et à l'Université de Pise (1990-1993), il est depuis 2000 professeur d'archéologie et d'histoire de l'art grec et romain à l'Université de Rome. Depuis 2000, il est membre correspondant de l'Académie des Lyncéens.
Il a travaillé sur la culture figurative des périodes grecque et romaine. Il a notamment étudié la composition du combat des Amazones du fronton du temple d'Apollon Sosianus de Rome, exposé au musée du Capitole, ainsi que la recontextualisation du mobilier des jardins romains de l’Esquilin.
Depuis 1987, il dirige la mission archéologique topographique sur le site archéologique de la ville de Bargylía en Turquie. Il dirige les fouilles de la Surintendance sur les forums impériaux depuis 1997

## Travaux
- Introduzione allo studio di Nola antica, L'Arte tipografica, Napoli 1971.
- Eros in Grecia, Arnoldo Mondadori, Milano 1975 (con John Boardman e Antonia Mulas)
- Guida archeologica di Pompei, Arnoldo Mondadori, Milano 1976 (con Mariette De Vos); nuova edizione nel 1994
- Affreschi romani dalle raccolte dell'Antiquarium comunale, Assessorato antichità, belle arti e problemi della cultura, Roma 1976.
- Ara Pacis Augustae. In occasione del restauro della fronte orientale, L'Erma di Bretschneider, Roma 1983 (con Vivian Ruesch e Bruno Zanardi).
- La riva a mezzaluna. Culti, agoni, monumenti funerari presso il Tevere nel Campo Marzio occidentale (Studi e materiali del Museo della civiltà romana, 11), L'Erma di Bretschneider, Roma 1984.
- I Musei Capitolini, Federico Garolla editore, Milano 1984 (con Maria Elisa Tittoni Monti)
- L'età d'oro di Cleopatra. Indagine sulla Tazza Farnese (Documenti e ricerche d'arte alessandrina, 5), L'Erma di Bretschneider, Roma 1984.
- Amazzonomachia: le sculture frontonali del tempio di Apollo Sosiano (catalogo mostra), De Luca editore, Roma 1985.
- Rilievi storici capitolini. Il restauro dei pannelli di Adriano e di Marco Aurelio nel Palazzo dei Conservatori (catalogo mostra), De Luca editore, Roma 1986 (con Marina Bertoletti).
- Le tranquille dimore degli dei. La residenza imperiale degli horti Lamiani (catalogo mostra), Marsilio, Venezia 1986 (a cura di, con Maddalena Cima).
- L'auriga dell'Esquilino, L'Erma di Bretschneider, Roma 1987.
- L'esperimento della perfezione. Arte e società nell'Atene di Pericle, Mondadori Electa, Milano 1988.
- I luoghi del consenso imperiale. Foro di Augusto. Foro di Traiano (catalogo mostra), Progetti Museali editore, Roma 1995 (a cura di, con Roberto Meneghini, Lucrezia Ungaro, Marina Milella).
- I Fori Imperiali, Progetti Museali editore, Roma 1996.
- Hispania romana. Da terra di conquista a provincia dell'impero (catalogo mostra), Mondadori Electa, Milano 1997 (a cura di, con Javier Arce e Serena Ensoli).
- Horti Romani (atti del convegno, Roma 1995) (Bullettino della Commissione archeologica comunale di Roma. Supplementi, 6), L'Erma di Bretschneider, Roma 1998 (a cura di, con Maddalena Cima)
- Aurea Roma: dalla città pagana alla città cristiana (catalogo mostra), L'Erma di Bretschneider, Roma 2000 (a cura di, con Serena Ensoli).
- “Fori Imperiali. Relazione preliminare degli scavi eseguiti in occasione del Giubileo del Duemila” in Römische Mitteilungen 108, 2001, pp.171-283 (con Silvana Rizzo, Roberto Meneghini, Riccardo Santangeli Valenzani).
- "Survey archeologica nell'area del golfo di Mandalya (Turchia)", in La parola del passato, 341, 2005, p.392 e seguenti.
- "Una nuova replica della testa dell'Hermes attribuito a Policleto", in Bullettino della Commissione archeologica comunale di Roma, 107, 2006, p.31 e seguenti.
- Le due patrie acquisite. Studi di archeologia dedicati a Walter Trillmich, L'Erma di Bretschneider, Roma 2008 (a cura di, con Pilar León, Claudio Parisi Presicce, Walter Trillmich).
- Trionfi romani (catalogo mostra), Mondadori Electa, Milano 2008 (a cura di, con Stefano Tortorella).
- Lo spazio negato. La pittura di paesaggio nella cultura artistica greca e romana, Mondadori Electa, Milano 2008.

## Crédit d'auteurs
- (it) Cet article est partiellement ou en totalité issu de l’article de Wikipédia en italien intitulé « Eugenio La Rocca » (voir la liste des auteurs).